# Teiul lui Eminescu din Blaj

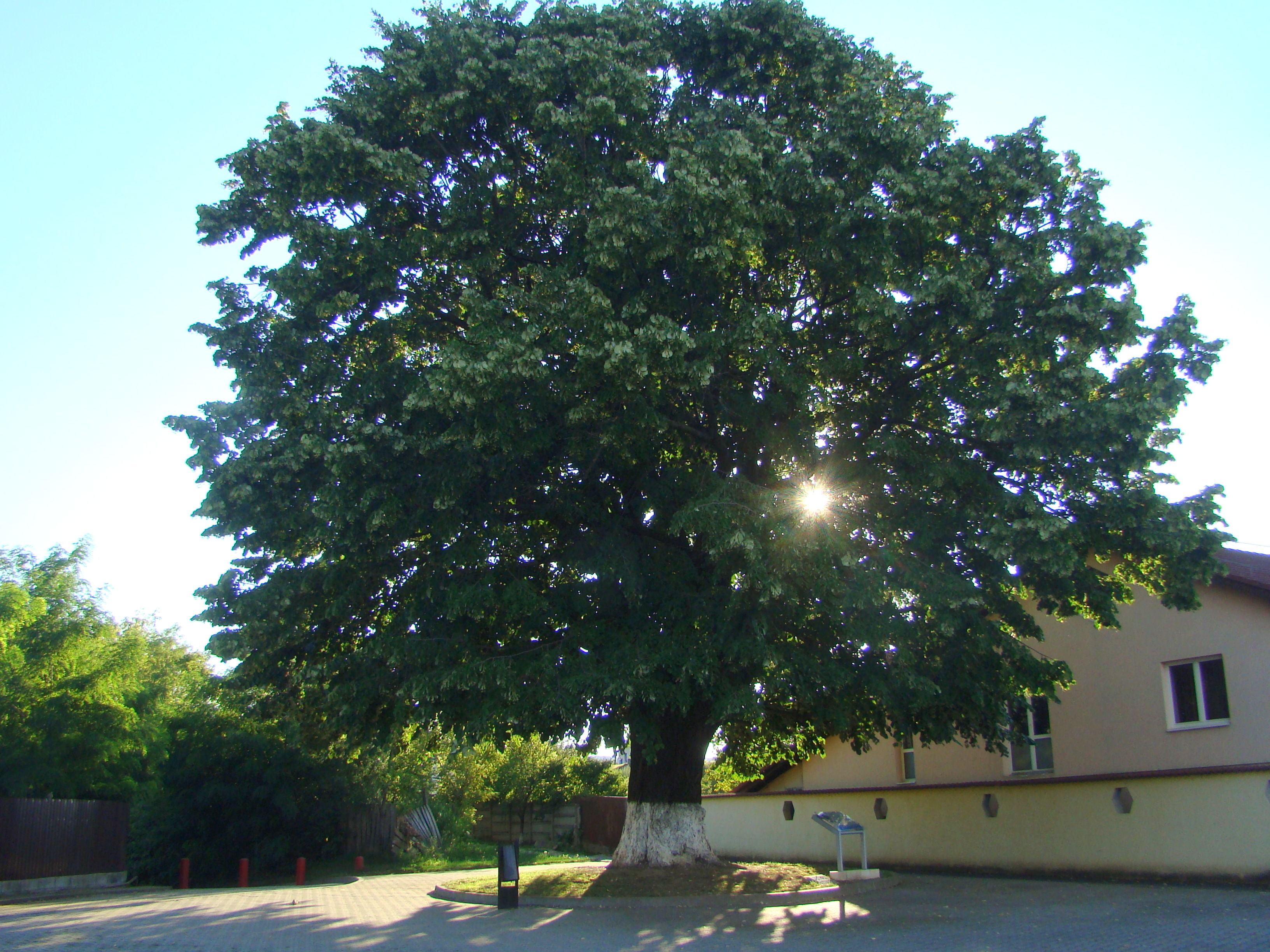
Teiul lui Eminescu din Blaj (august 2023)

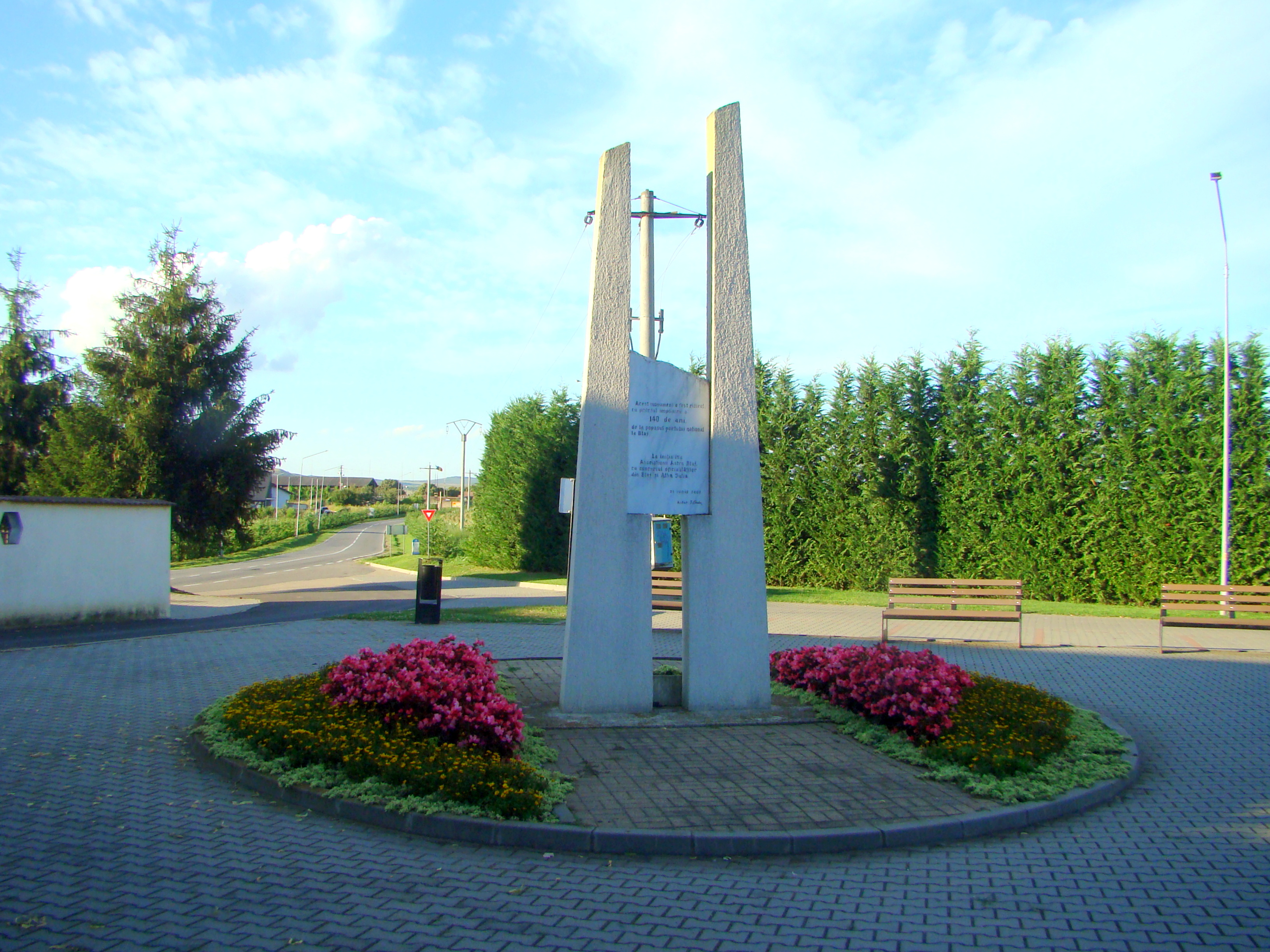
Monumentul ridicat la inițiativa Asociațiunii ASTRA Blaj

Teiul lui Mihai Eminescu din Blaj, declarat monument al naturii, se află la marginea nordică a orașului, în apropierea șoselei ce duce spre Târnăveni.
În primăvara anului 1866, Eminescu a parcurs traseul care lega Bucovina de Blaj, inspirat de relatările mentorului spiritual și profesorului său de limba română Aron Pumnul. Poetul a călătorit pe traseul Mihăileni - Siret - Câmpulung Moldovenesc - Vatra Dornei, prin Pasul Tihuța, la Bistrița și apoi prin Reghin la Târgu Mureș. La Târgu Mureș s-a cazat la hotelul „Calul Alb”. Acolo, Mihai Eminescu i-a întâlnit pe seminariștii Ion Cotta și Teodor Cojocariu, care se deplasau și ei la Blaj, cu trăsura. Cei doi l-au luat alături de ei în trăsură, urmând apoi traseul Târgu Mureș - Târnăveni - Blaj.
Ajunși în apropierea Blajului, cei trei au tras la umbra unui tei – care a devenit mai târziu Teiul lui Eminescu. Poetul, văzând Blajul în depărtare, și-ar fi ridicat pălăria în semn de omagiu, exclamând: „Te salut din inimă, Roma mică. Îți mulțumesc, Dumnezeule, că m-ai ajutat s-o pot vedea!”.
La Blaj, Mihai Eminescu a fost găzduit de Ștefan Cacoveanu, timp de aproape două luni. Pe casa în care a locuit poetul în 1866 se află o plăcuță comemorativă care specifică acest lucru. În Blaj se mai află o statuie a poetului, amplasată în parcul central al municipiului la 28 noiembrie 1991, precum și un monument realizat de artistul Ioan Cândea, inaugurat la 20 iunie 2006.

## Imagini

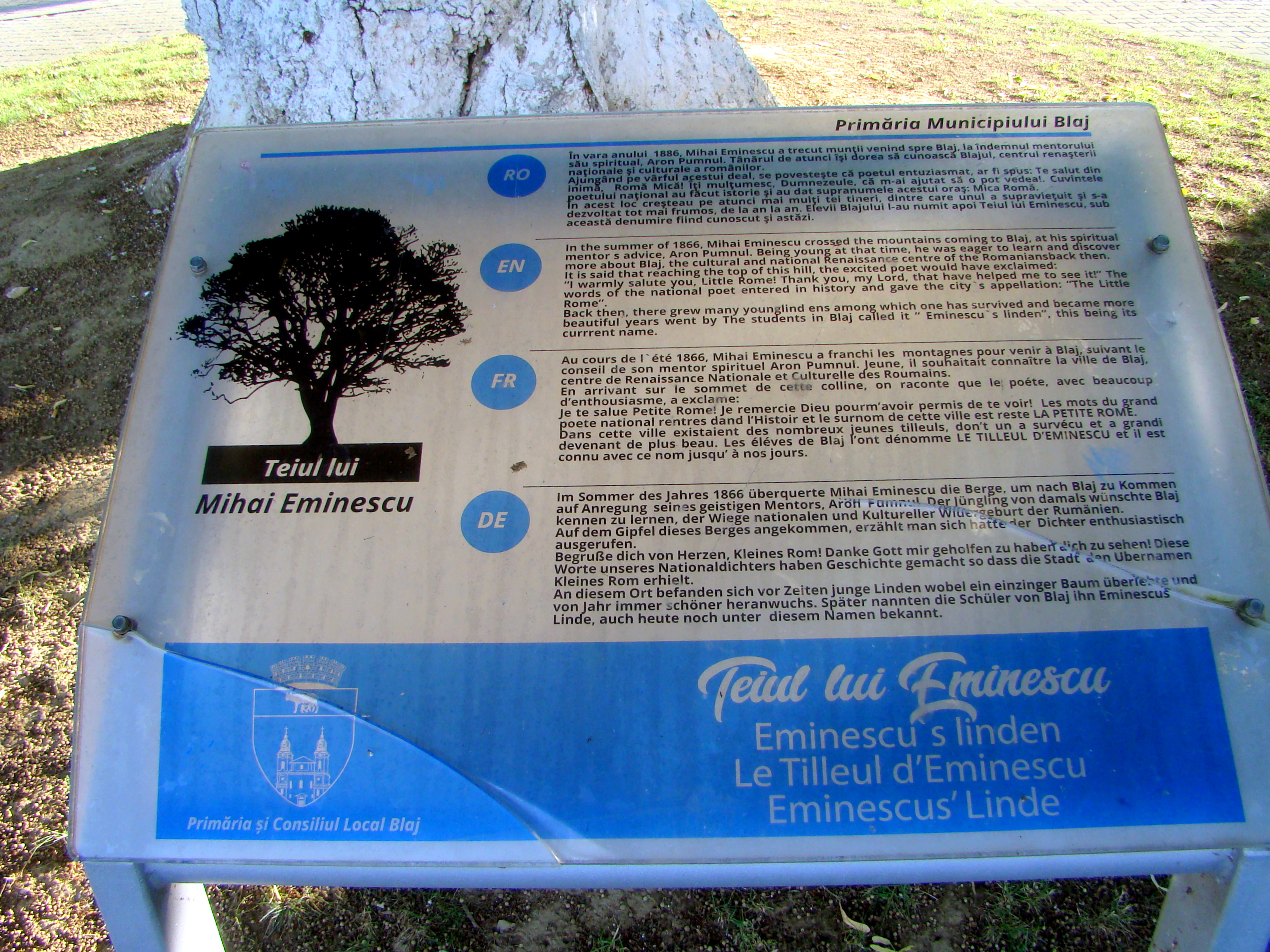
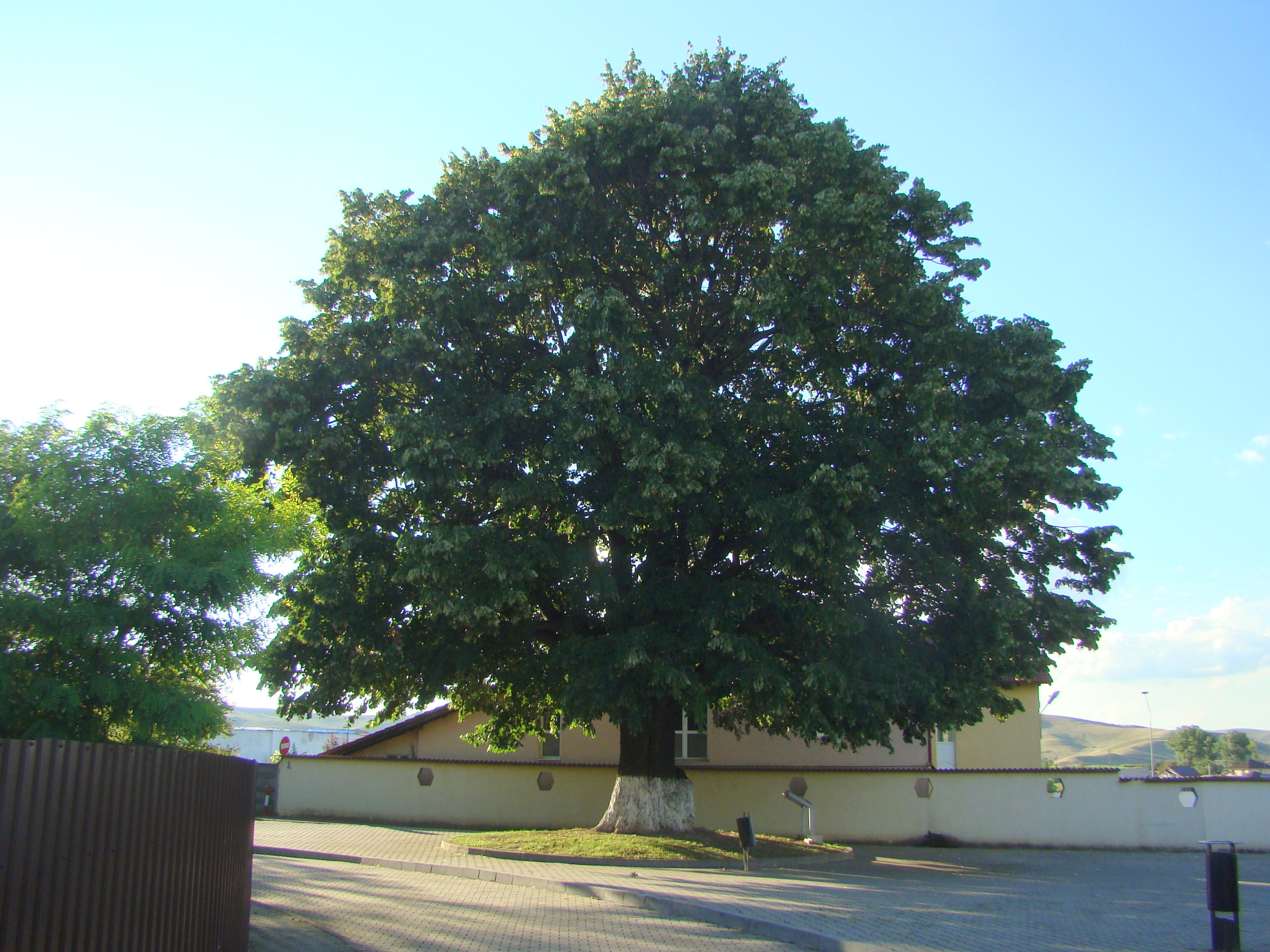
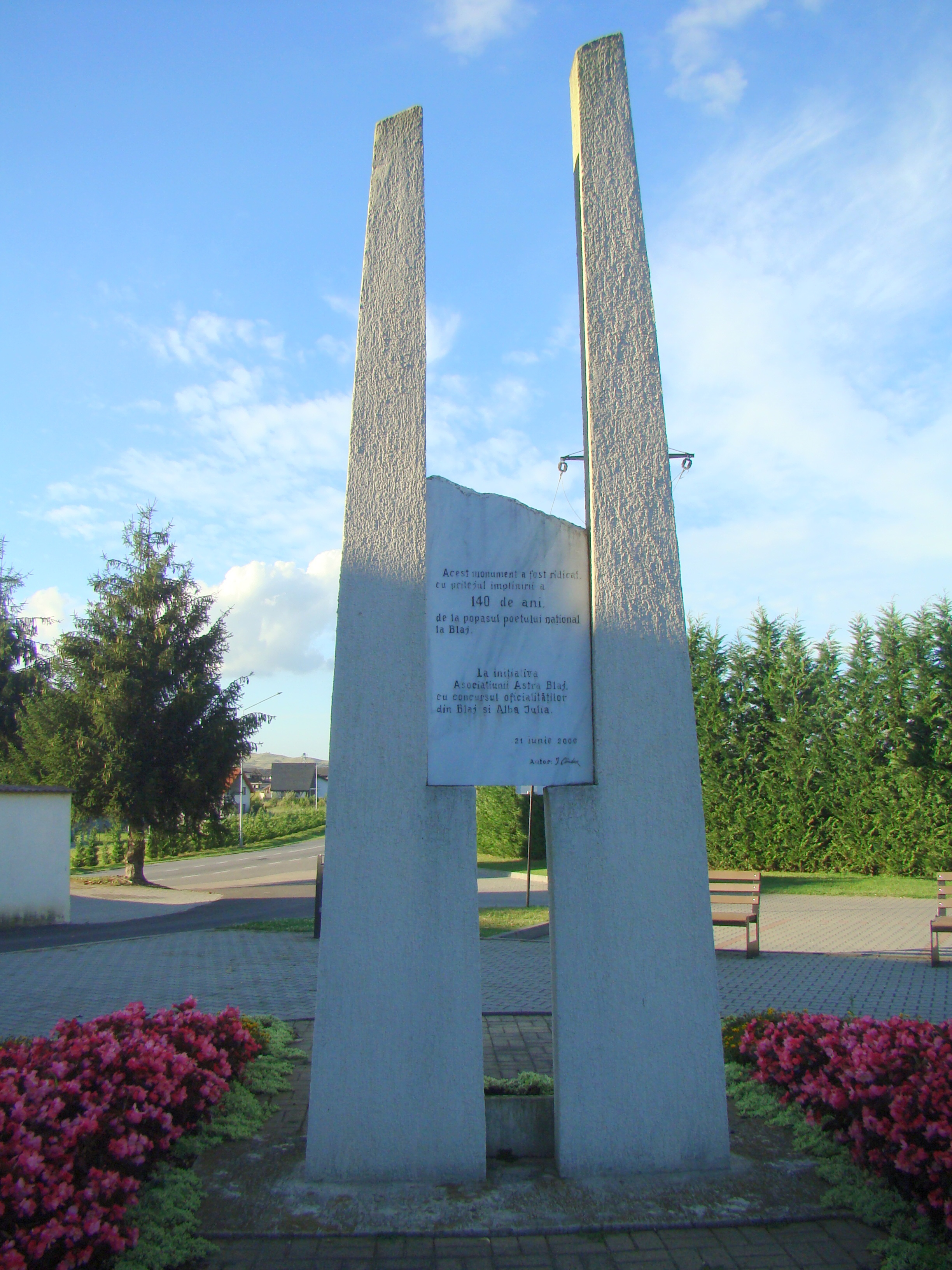
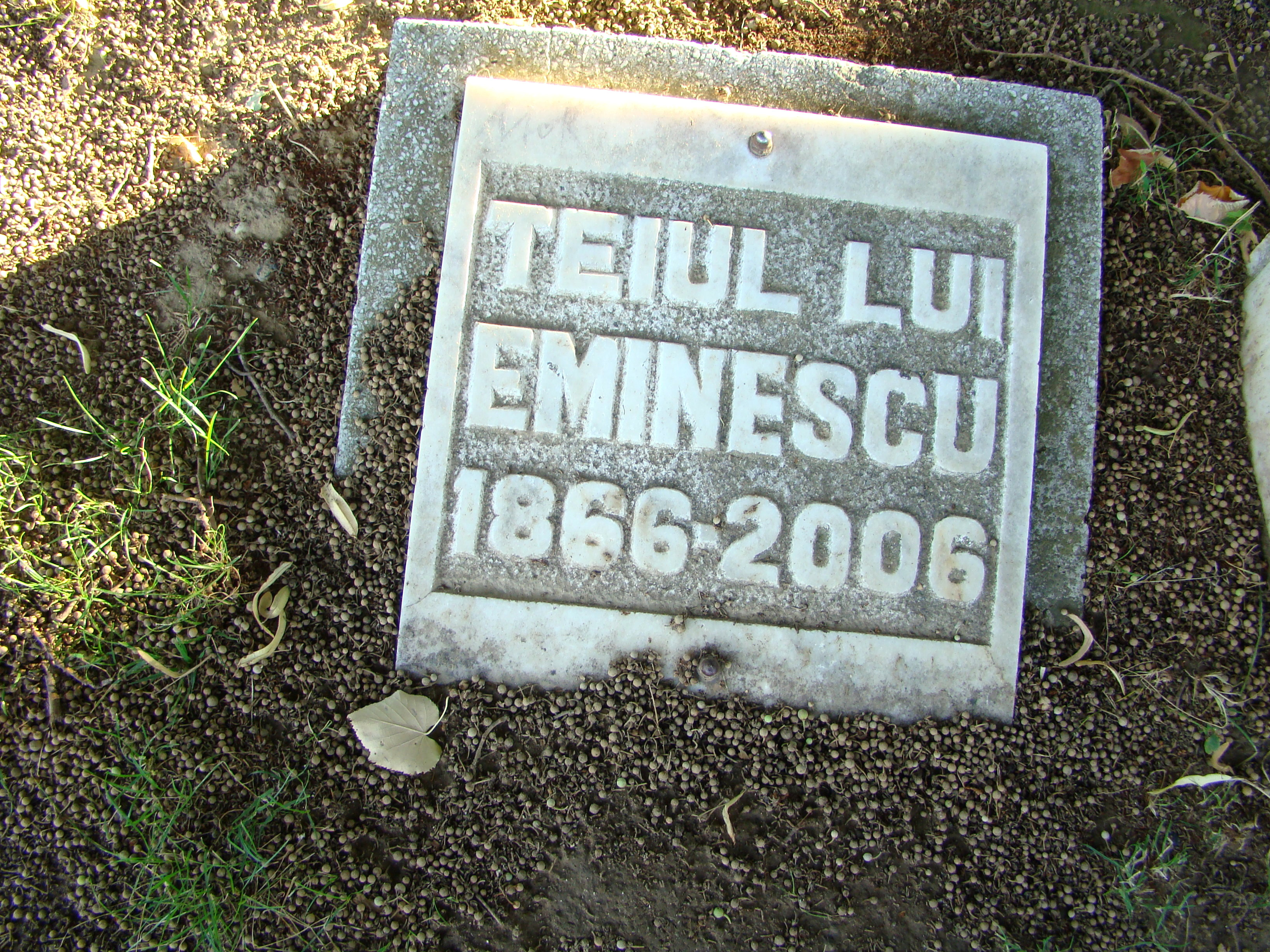
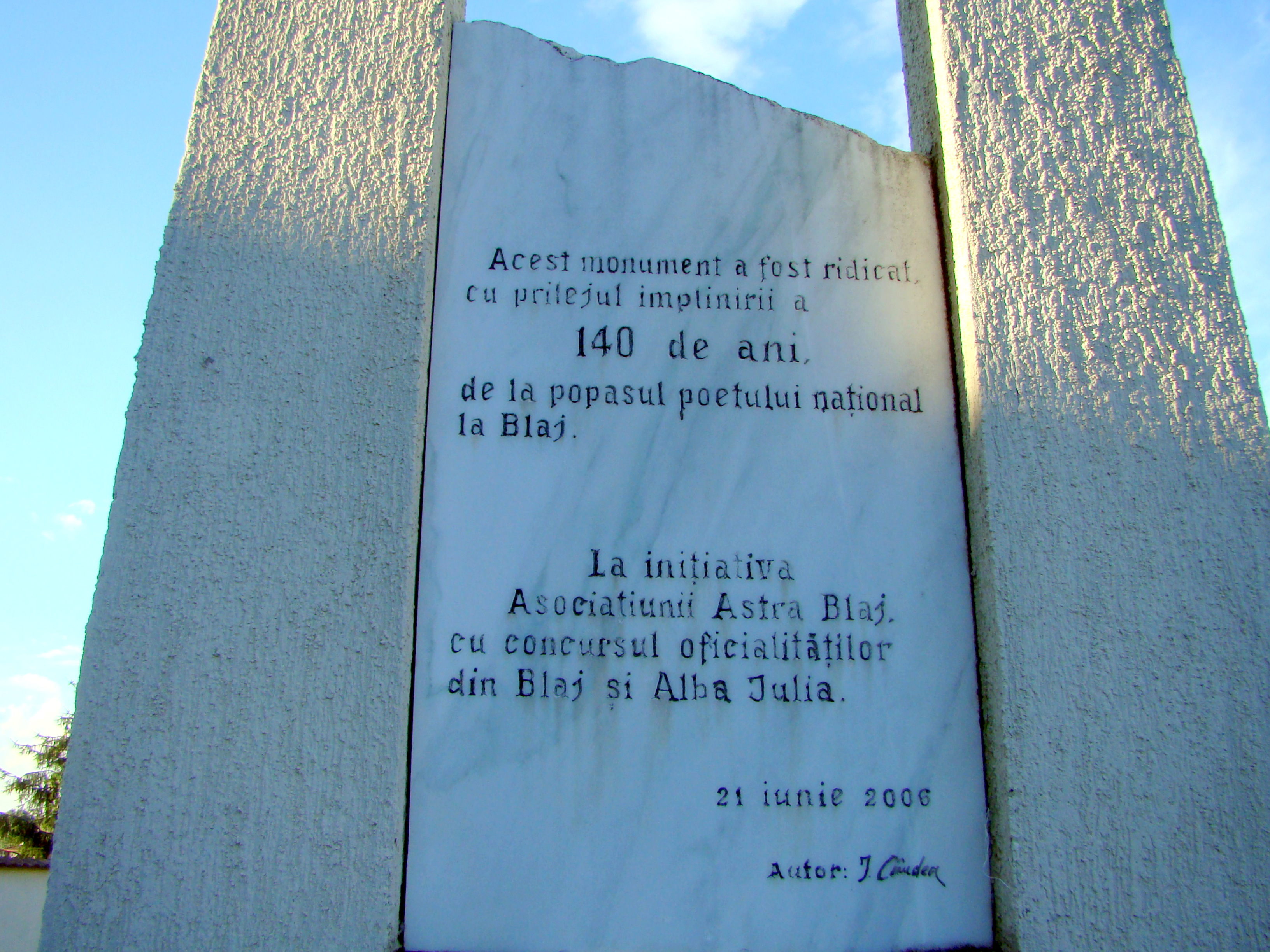
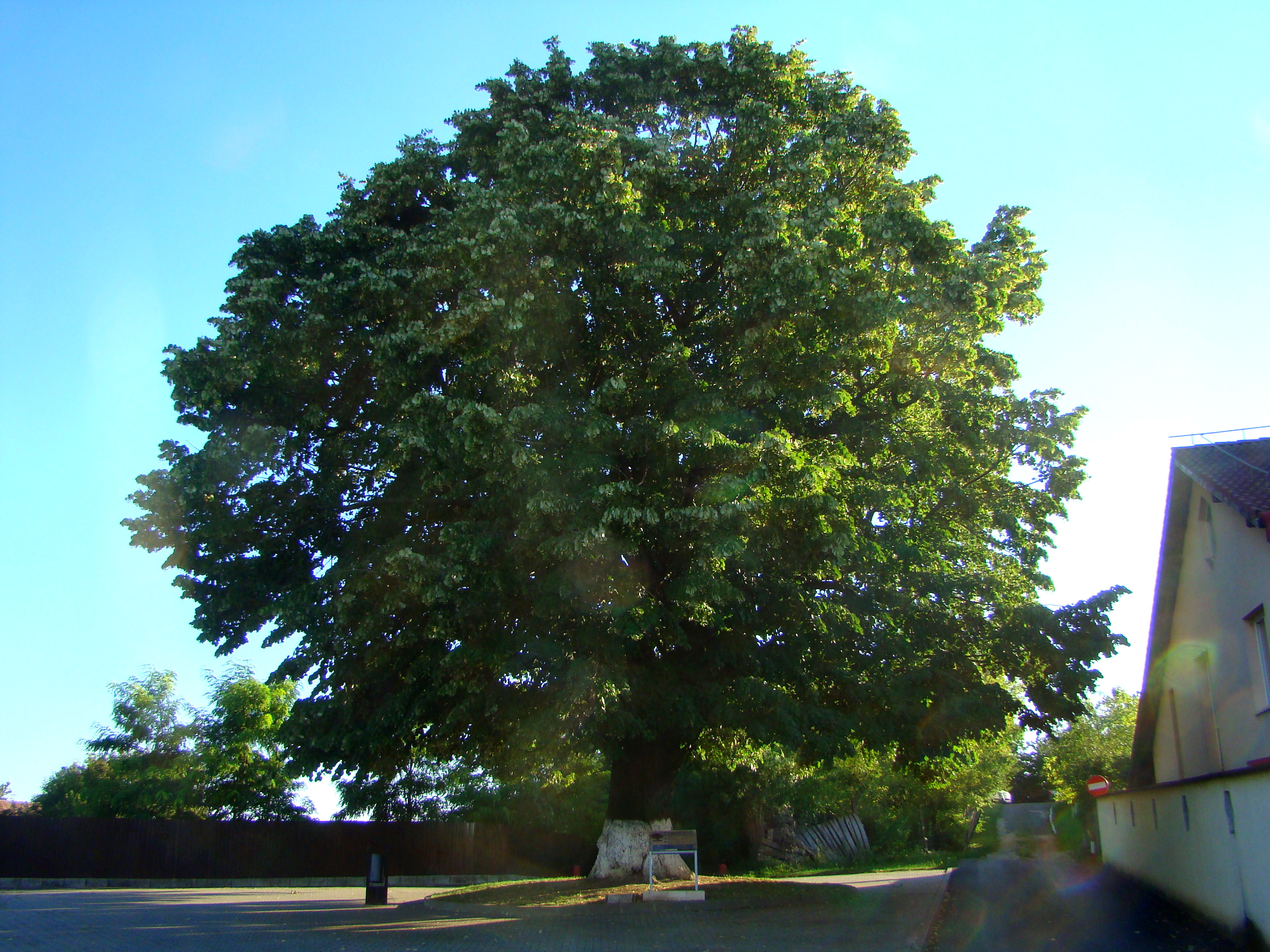
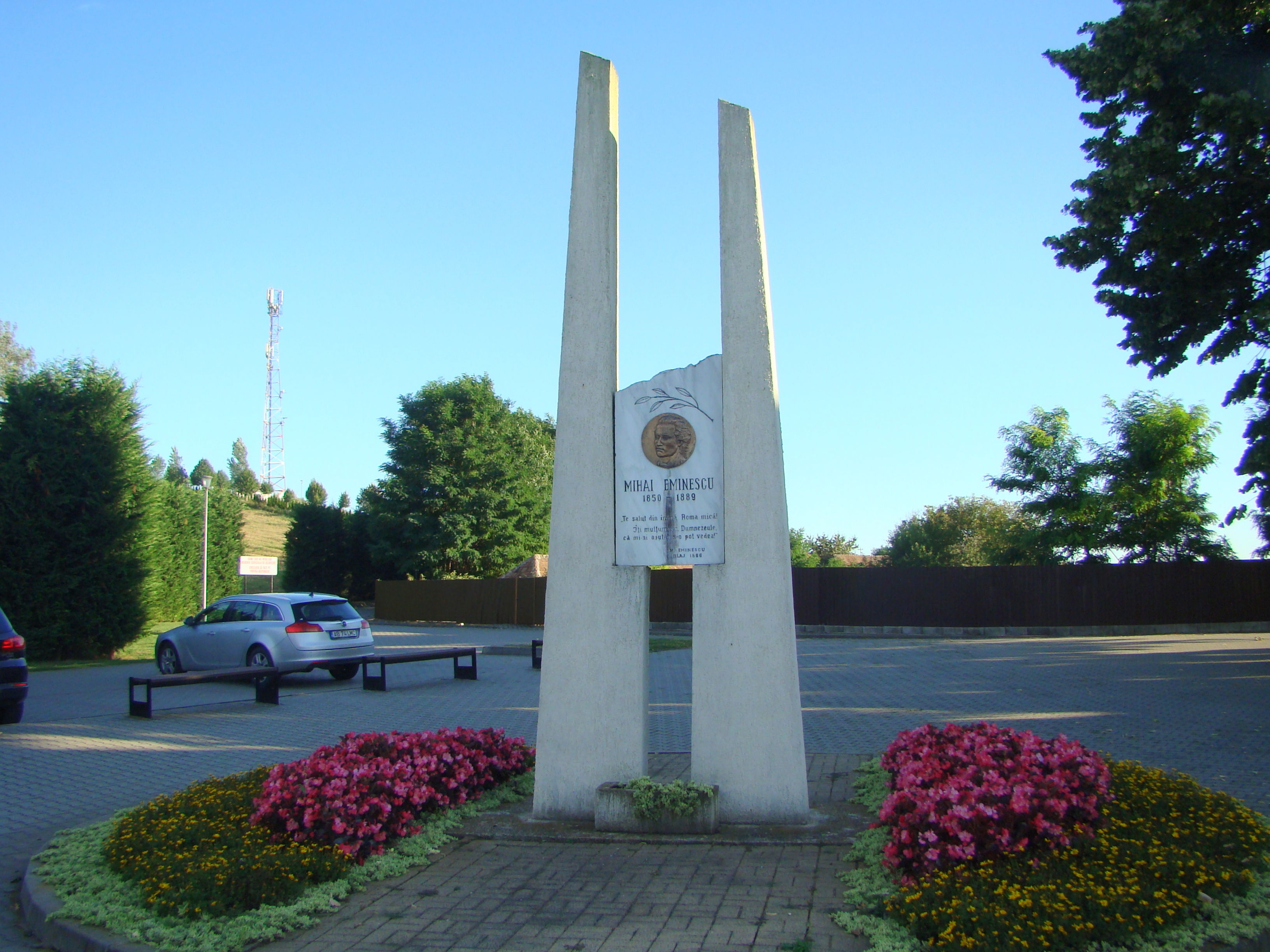
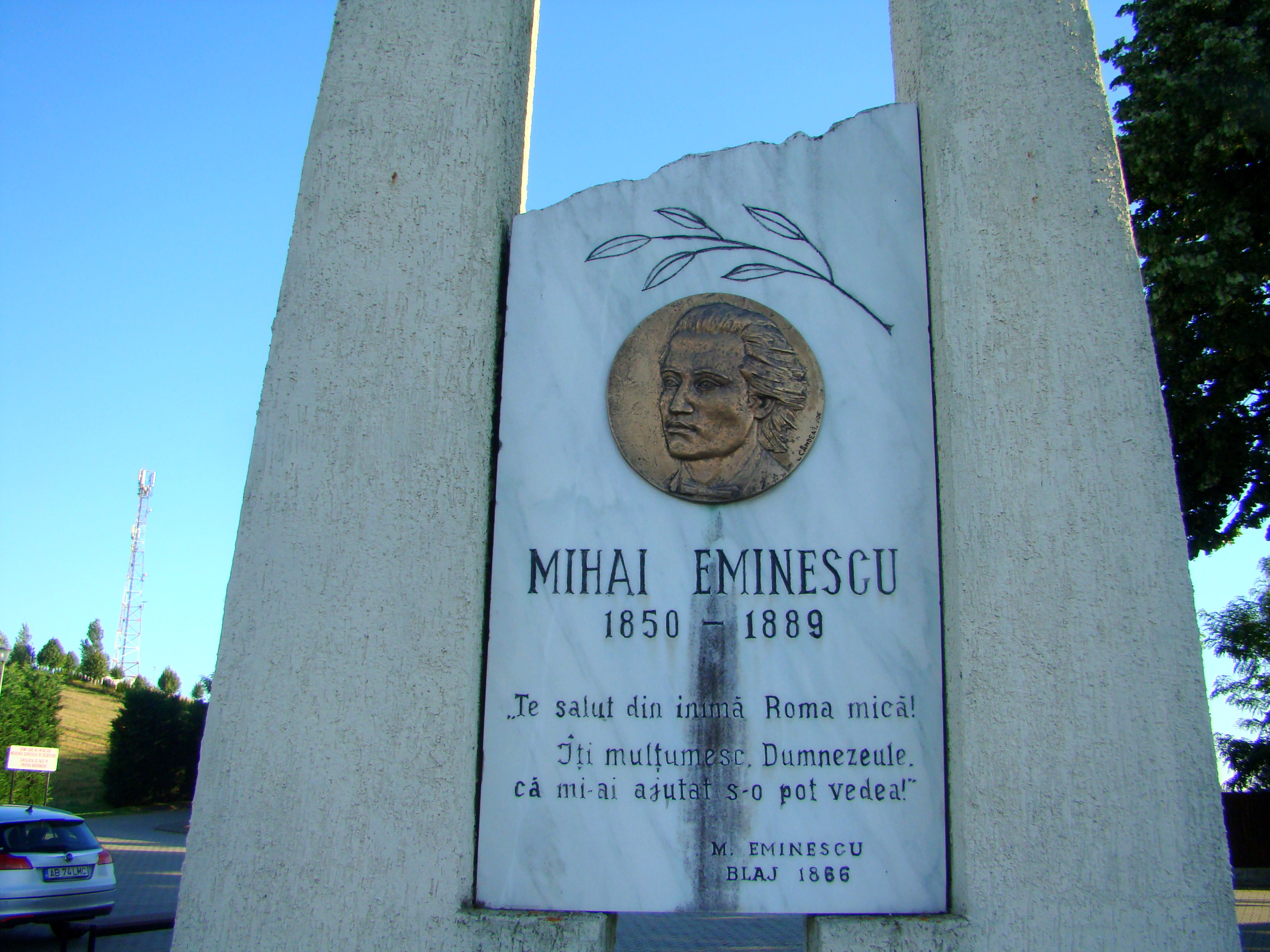
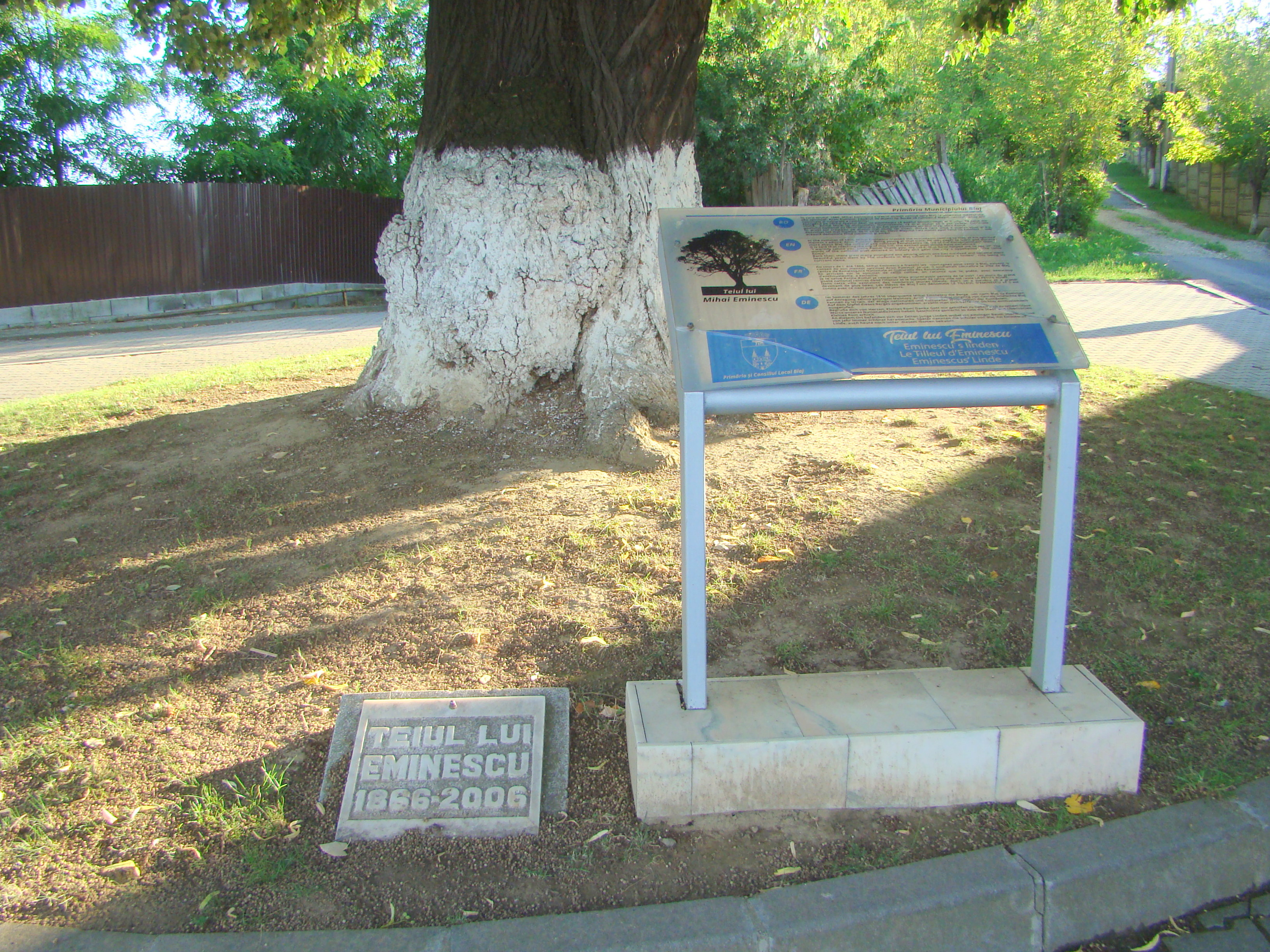

## Vezi și
- Blaj